# The Ten Bells

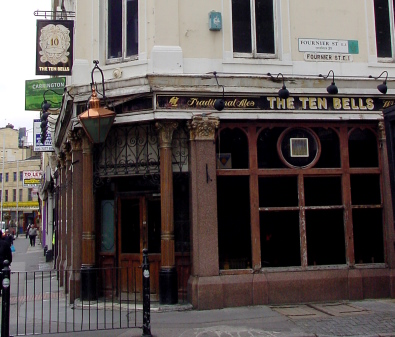
The Ten Bells

The Ten Bells ist ein viktorianisches Public House an der Ecke Commercial Street/Fournier Street im Londoner Stadtteil Spitalfields.

## Geschichte
Schon seit 1752 gab es an der Stelle ein Public House, der heutige Bau stammt aber aus dem Viktorianischen Zeitalter. Der Großteil der ursprünglichen Inneneinrichtung wurde mit der Zeit ersetzt, die weitläufigen Zierfliesen blieben erhalten. Ein aus Fliesen bestehendes Tafelbild an der Rückwand des Pubs trägt den Titel Spitalfields in ye Olden Time (Übersetzung: Spitalfields zu seiner alten Zeit) und wurde im späten 19. Jahrhundert vom Unternehmen Wm B. Simpson and Sons entworfen.
Ende des 19. Jahrhunderts erlange das Pub weitreichende Bekanntheit in Zusammenhang mit der Jack the Ripper zugeschriebenen Mordserie. So waren die beiden Opfer Annie Chapman und Mary Jane Kelly regelmäßig zu Gast. 1976 wurde The Ten Bells in The Jack the Ripper umbenannt und es wurden auch Souvenirs rund um den Fall Jack the Ripper angeboten. 1988 ordnete die Brauerei die Rückbenennung in The Ten Bells an, nachdem Reclaim the Night, eine Aktion gegen Gewaltverbrechen mit sexuellem Hintergrund, in einer langandauernden Kampagne gefordert hat, dass ein Frauenmörder nicht auf solche Art und Weise hochstilisiert werden sollte.
Seit 1972 wird  The Ten Bells als Grade II building gelistet und steht somit unter Denkmalschutz.

## Rezeption
In fast allen medialen Bearbeitungen des Jack-the-Ripper-Falles taucht The Ten Bells auf irgendeine Art und Weise auf. In der Graphic Novel From Hell von Alan Moore und Eddie Campbell beispielsweise wird es als Stripteasebar dargestellt. Im gleichnamigen Film, dem die Graphic Novel zugrunde liegt, sieht man  Inspector Abberline (gespielt von Johnny Depp) im The Ten Bells beim gemeinsamen Trinken mit dem Ripper-Opfer Mary Jane Kelly.